# 圣体堂 (洛杉矶)
圣体堂（Blessed Sacrament Catholic Church）是天主教洛杉矶总教区的一个堂区，位于美国加州好莱坞中心的日落大道。堂区成立于1904年，教堂建于1928年，但直到1954年才完成。意大利文艺复兴风格，被认为是洛杉矶教区最美丽的教堂之一。20世纪20年代到50年代经典好莱坞时代的许多演员都是该堂的教友，包括宾·克罗斯比、约翰·福特、艾琳·邓恩、洛丽泰·杨和里卡多·蒙特尔班。该堂位于多族裔的城市社区，以同性恋和济贫等事工著称。一些影视作品也在此拍摄。 

## 历史
圣体堂成立于1904年，第一个教堂容纳250人 随着1910年代电影业的发展，好莱坞的人口迅速增加，到1919年，老教堂每个星期天都“接近爆炸”。

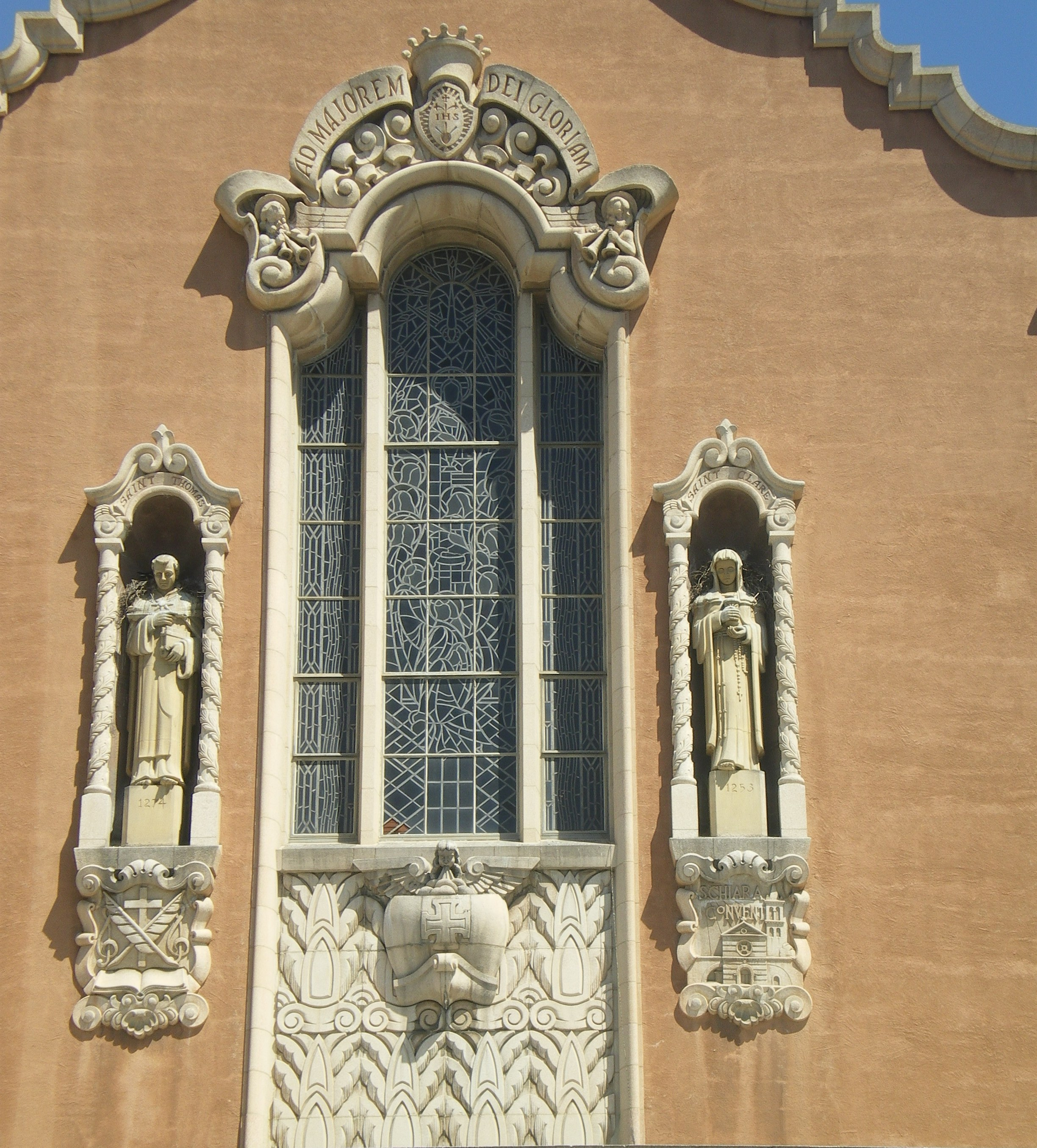

1921年，堂区出资75000美元在日落大道购地。新教堂为意大利文艺复兴风格，在1928年6月投入使用。它拥有高223英尺的钟楼，华丽的外观和1,400个座位，迅速成为好莱坞地标。
但是室内装饰因大萧条而耽延，直到1954年才由赫尔特·杜鲁多完成。麦科伊神父主持期间（1932年到1957年），该堂教友增加到6000人。
近几十年来，好莱坞地区经历了经济衰退，大量无家可归和穷人生活在该地区。1987年10月，发生枪手向参加教堂狂欢节的数百人开火的暴力事件， 两个成年人和两个孩子受伤。

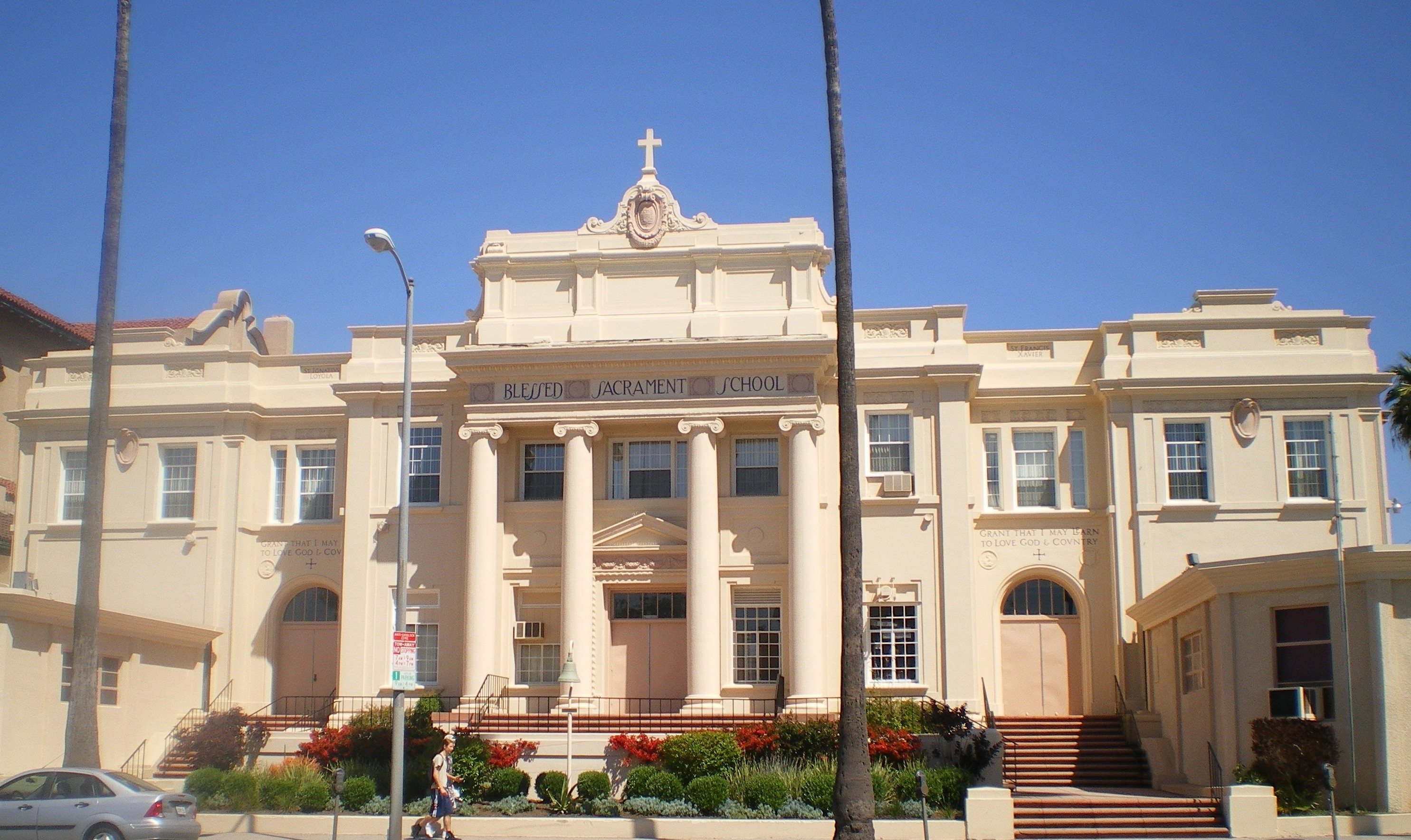
圣体学校

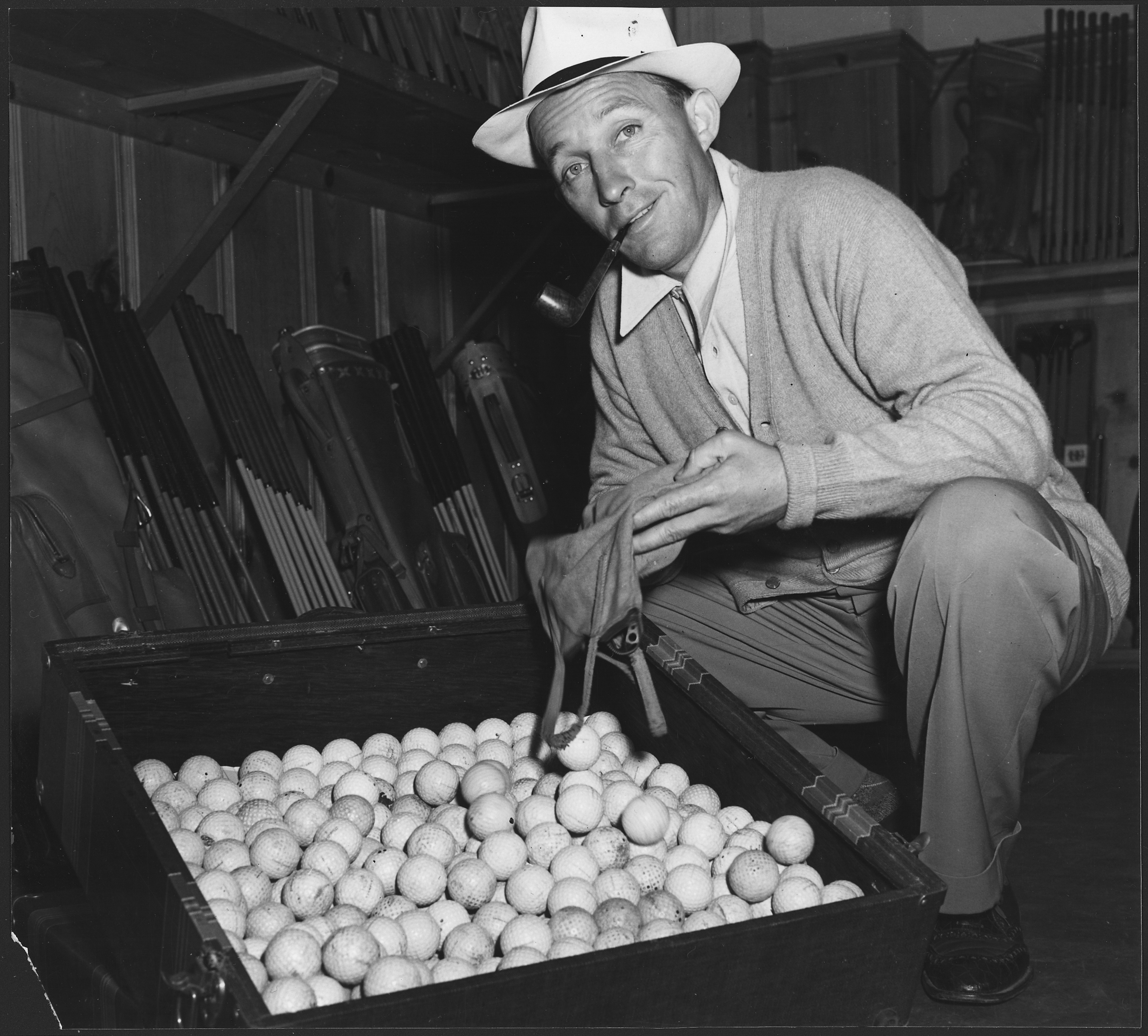